# Stanisław Pardyak
Stanisław Pardyak (ur. 22 stycznia 1867, zm. 20 lipca 1926 na Hali Gąsienicowej) – polski filolog klasyczny, nauczyciel, działacz niepodległościowy i turystyczny, pisarz, inicjator powstania i pierwszy dyrektor Gimnazjum w Myślenicach.

## Życiorys
Urodził się 22 stycznia 1867. Ukończył filologię klasyczną na Wydziale Filozoficznym Uniwersytetu Jagiellońskiego. Biegle posługiwał się greką i łaciną, a z języków nowożytnych – niemieckim, francuskim i włoskim.
Był nauczycielem w Gimnazjum Św. Anny w Krakowie. W latach 1907–1908  opublikował, wydane nakładem własnym, książki Nauka języka włoskiego oraz Z podróży po Grecyi I. Troja.
W 1908 był inicjatorem powstania, a następnie aż do śmierci pierwszym dyrektorem Gimnazjum w Myślenicach. Szkoła zgodnie z uchwałą Rady Miejskiej oraz decyzją cesarza Franciszka Józefa była szkołą męską z polskim jako językiem wykładowym. Pardyak był zamiłowanym turystą i taternikiem toteż częścią programu szkoły były wycieczki szkolne w Beskidy, Tatry, do Krakowa czy Wieliczki, gdzie młodzież zapoznawał się z kulturą i historią. Propagował turystykę również wśród elity miasteczka. Zbigniew Lehman, długoletni prezes oddziału PTTK w Myślenicach sugeruje, że zasługą Pardyaka i innych myślenickich entuzjastów turystyki było nadanie i utrzymanie nazwy Myślenickich Turni – stacja przesiadkowa kolejki linowej na Kasprowy Wierch – wobec zakusów nadania tym wierchom nazwy „myśliwieckie”….
W przededniu I wojny światowej był organizatorem szkoleń Drużyn Sokolich, dzięki czemu 250 myśleniczan i mieszkańców okolicznych miejscowości wymaszerowało w 1914 do Krakowa, gdzie zostało wcielonych do 4 Pułku Piechoty Legionów Polskich. Był komisarzem Naczelnego Komitetu Narodowego w powiecie myślenickim i nadporucznikiem obrony krajowej.
Zmarł 20 lipca 1926 podczas wycieczki na Halę Gąsienicową w Tatrach. W „kronice wypadków” w jednej z krakowskich gazet informację o jego śmierci zatytułowano „Ofiara turyzmu!”. Został pochowany na cmentarzu komunalnym w Myślenicach przy ul. Niepodległości.

## Upamiętnienie
W Myślenicach znajduje się ulica jego imienia (ul. Dyrektora Stanisława Pardyaka).